# Chiesa di Sant'Andrea (Lamone)
La chiesa di Sant'Andrea è un edificio religioso che fonde più stili architettonici e che si trova a Lamone.

## Storia
La prima menzione dell'edificio risale al 1468, ma di quella chiesa non resta più traccia. Il suo aspetto attuale si deve per lo più alla riedificazione completata nel 1612. Nel 1684 iniziò la realizzazione del portico, dotato di pilastri tuscanici, che si concluse nel 1696. Nel XIX secolo, inoltre, la chiesa subì alcune trasformazioni strutturali. Fra queste l'ampliamento e il rialzamento del campanile, che pur mantenendo la sua base romanica, testimoniata da alcune specchiature, fu rimaneggiato nel 1820, e la realizzazione della facciata, pienamente neoclassica, risalente al 1894. Ottocentesco, del 1872, è anche l'affresco con Sant'Andrea realizzato da Antonio Rinaldi sopra il portale.

## Descrizione

### Organo a canne
Nella chiesa vi è l'organo a canne Mascioni opus 1125, costruito nel 1993. A trasmissione meccanica, ha un'unica tastiera di 58 note ed una pedaliera di 12 costantemente unita alla tastiera. Lo strumento dispone di 8 registri ed è situato in corpo unico a pavimento, alla sinistra del presbiterio.